# David Jacquot
Pour les articles homonymes, voir Jacquot.
David Jacquot est un journaliste et animateur de télévision français.

## Biographie
Financier de formation[réf. souhaitée], il commence sa carrière en 2000 où il présente un magazine sur la bourse sur la chaîne Bloomberg TV[réf. souhaitée]. L'année suivante, il présente une émission consacrée à l'économie et à la bourse sur Initiés TV.[réf. souhaitée]
David Jacquot se voit ensuite confier plusieurs programmes sur les finances et l'économie sur plusieurs stations de radios : BFM Radio en 2001, Radio Classique en 2002, RMC Info en 2003.
Il rejoint la chaîne francilienne NRJ Paris en février 2008[réf. souhaitée] pour y présenter les infos puis, à partir de mai 2009[réf. souhaitée], il rejoint la chaîne de télévision NRJ 12 pour présenter quotidiennement le 12 infos, journal télévisé de la chaîne de la TNT.
À partir de la rentrée 2009, il présente sur M6 le journal de la mi-journée Le 12:50 (renommé par la suite Le 12:45) tous les vendredis et est le joker de Claire Barsacq et de Nathalie Renoux au journal du soir Le 19:45. Il présente son premier 19:45 en novembre 2009. À partir de juin 2010, David Jacquot remplace Claire Barsacq par intérim à la présentation du 19:45 pendant son congé de maternité. Il quitte M6 en juin 2011 pour devenir présentateur et corédacteur en chef d'un nouveau magazine hebdomadaire sur NRJ 12, En quête de vérité.
Depuis septembre 2014, il a présenté chaque matin à 7 h 26 une chronique dans la matinale économique de Radio Classique.
Il collabore avec la chaîne d'informations Euronews, pour laquelle il réalise des entretiens avec des hommes politiques français, dans le cadre de l'émission The Global Conversation. 
De septembre 2017 à juillet 2019, il assure la rédaction en chef et la présentation de la tranche d’info After business tous les soirs de 22 h à minuit en direct sur BFM Business.
Depuis septembre 2020, il présente le magazine Pourvu que ça dure ! le vendredi à 18 h sur la chaine de télévision Public Sénat.
Le 1er septembre 2023, il fait sa rentrée média avec un entretien exclusif de 30 minutes du PDG de TotalEnergies Patrick Pouyanné, sur le thème Faut-il croire au virage vert de TotalEnergies ?.
Depuis janvier 2023, il présente l'émission C'est dans votre intérêt tous les dimanches matin à 8 h sur Radio Classique.
Depuis 2016, il présente l'émission économique ECORAMA sur le site de Boursorama, tous les jours en direct de 12 h à 13 h.